# Саксин
Саксин — средневековый торговый город, располагавшийся в устье Волги. Упоминается в XII—XIV веках арабскими географами, а также Алишером Навои. Точное местоположение неизвестно. Возможно, находился на месте бывшего хазарского города Итиль.
Первым описание Саксина оставил арабский путешественник Абу Хамид ал-Гарнати, посетивший Поволжье в XII веке. Одно из последних упоминаний датируется началом XIV века и принадлежит аль-Омари, составившим свой рассказ со слов побывавших в городе купцов. Среди прочего, о саксинцах есть упоминание в докладе брата Бенедикта Поляка, сопровождавшего в 1246 году Плано Карпини в поездке через лагерь Батыя к берегам Волги. 
С. А. Плетнёва предполагала, что древний Саксин должен был находиться где-то между современными городами Волгоградом и Ахтубинском.  Одним из кандидатов на отождествление с Итилем и Саксином выступает городище близ села Самосделка в дельте Волги, раскопки которого ведутся с 1990-х гг.